# Chien d'eau américain
Le chien d’eau américain est une race de chien d’origine américaine, appelé aussi American Water Spaniel (États-Unis et Amérique Latine) ou épagneul d'eau américain (Canada).

## Histoire
Dit aussi le petit chien marron, le chien d'eau américain a ses origines vers le milieu du XIXe siècle au Midwest, dans l'État du Wisconsin. Il est la création de chasseurs de marché ayant besoin d'un chien à taille moyenne, qui ne renverserait pas leurs skifs et canoës dans les lacs, rivières, et marais où ils s'en servent. Malheureusement, ces chasseurs n'enregistrent pas les croisements originaux.
À cause de l'absence de documents, l'origine de la race reste un mystère. Certaines sources racontent que les premiers chiens d'eau arrivent en Amérique sur le Mayflower; d'autres prétendent qu'ils arrivent plus tôt. Il est possible qu'il s'agissait des races éteintes Tweed Spaniels ou Chiens d'eau anglais, mais la documentation n'existe pas. Ce qui est certain c'est que les documents et photographies montrent que la forme du Spaniel marron américain (American Brown Spaniel), comme on l'appelle à l'époque, était bien établie vers 1870.
Il y a aujourd'hui deux approches sur les origines du chien d'eau américain. L'une raconte qu'il est le produit du croisement du retriever à poil bouclé avec le Field Spaniel et le Chesapeake Bay Retriever (retriever de la Baie du Chesapeake). Cette version ne peut pas être exacte puisque le Field Spaniel ne se distingue du Cocker Spaniel (anglais ou américain) que depuis les 1880s. L'autre version dit que le petit chien marron est le produit du croisement de l'English Water Spaniel (chien d'eau anglais) avec le retriever à poil bouclé et, peut-être, le chien d'eau irlandais et le Chesapeake. Cette version est peut-être plus exacte, mais il faut aussi faire mention du fait que Doc Pfeiffer prétend n'avoir vu l'influence du chien d'eau irlandais qu'après 1920.
F. J. Pfeiffer, de New London, Wisconsin, est le premier à élever le chien d'eau américain de manière systématique. Il raconte avoir acquis son premier chien en 1894. Il y reconnaît une race distincte. C'est Doc Pfeiffer qui maintient un registre et est principalement responsable du standard adopté par le United Kennel Club en 1920. La principale société canine des États-Unis, l'American Kennel Club (AKC), adopte le standard en 1940. Après des modifications importantes à la race pendant les années 1970, l'AKC adopte un nouveau standard en 1990. Celui-ci est le même adopté par la Société centrale canine.
La race atteint le sommet de sa popularité vers 1920. Aujourd'hui, même aux États-Unis, il est rare de le voir hors du Wisconsin ou du Minnesota. Il n'existe qu'une vingtaine d'éleveurs aux États-Unis, deux ou trois au Canada, et peut-être deux en Europe. Le club principal de la race estime qu'il n'existe que 3000 exemplaires (voir American Water Spaniel Club ci- dessous). Le AKC rapporte l'inscription de 34 portées en 2006 et 53 en 2005.   
Dès 2016, Sophie et Blanche de La Ferté-Sénectère introduisent en France les 3 premiers chiens d'eau américains venant du grand élevage américain "Little Brownies Kennel" appartenant à Paul Morrison: Little Brownies Lucrezia née en 2015 ensuite Little Brownies N'Gaston né en 2017 et enfin Little Brownies Paris née en 2019.  
Début  2021 une vingtaine de chiens d'eau américains sont inscrits en France à la SCC.  
Les chiens introduits en France se révèlent des chiens de chasse merveilleux autant comme leveurs de gibier que comme retrievers sur terre et à l'eau. Deux des premiers chiots nés en France sont partis afin d'être dressés pour la zoothérapie. 
Little Brownies N’Gaston et Little Brownies Paris sont devenus d’excellents chiens truffiers. Gaston avec un dressage et Paris retrouve naturellement les truffes.

## Caractère et emploi

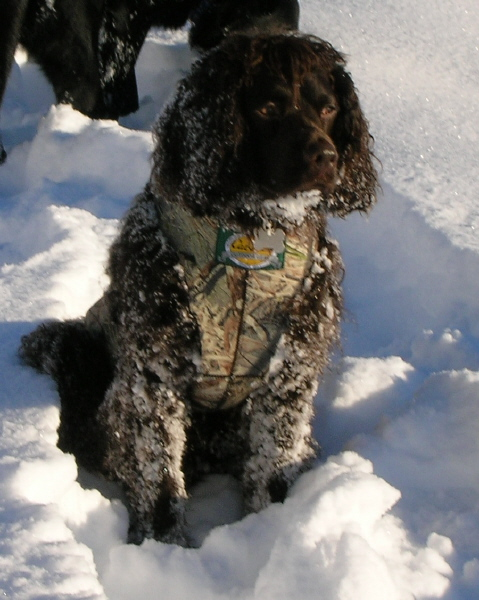
Chien d'eau américain à la chasse au Canada.

Le chien d'eau américain est actif, affectueux, et intelligent. Il a l'énergie pour chasser tout le jour, mais il s'adapte bien à la vie en ville.

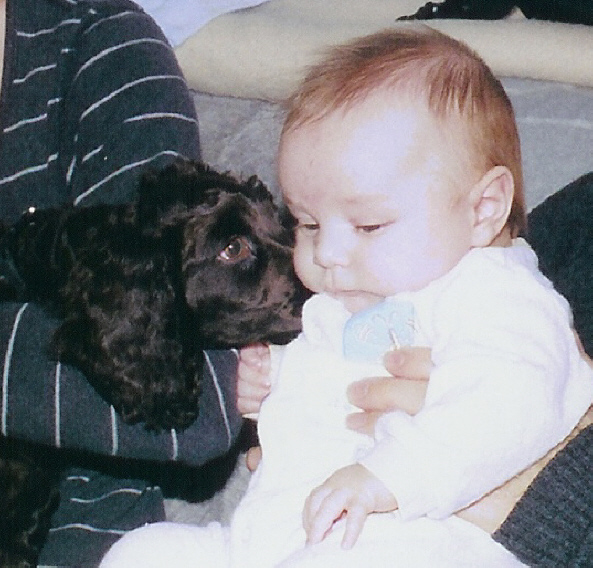
Chiot de 9 semaines faisant reconnaissance avec un bébé.

Le dressage du chien d'eau américain doit prendre en compte son caractère doux. Il désire plaire à son maître et il apprend rapidement, mais il s'ennuie facilement.
Chasseur méticuleux, le petit chien marron n'est pas spécialiste. Il chasse le gibier à plume, soit la bernache du Canada ou la caille, autant que le gibier à poil, soit le lapin ou l'écureuil. Il est efficace comme broussailleur et comme rapporteur mais il ne surpasse ni les épagneuls ni les retrievers dans ces catégories. C'est peut-être pourquoi les connaisseurs de la race ne sont pas d'accord sur sa classification. Est-il un broussailleur qui chasse comme un épagneul ou est-il un rapporteur? Depuis longtemps, cette question est au centre d'une controverse au sein des associations de la race. Récemment, le club principal a arbitré un compromis par lequel l'American Kennel Club donne au chien d'eau américain une double classification, situation presque unique entre les 157 races reconnues par l'association américaine,,.
Le chien d'eau américain fait un compagnon idéal, mais il faut prendre garde de bien le sociabiliser à un âge tendre. Il aime les enfants et normalement tolère bien les autres chiens.

## Apparence

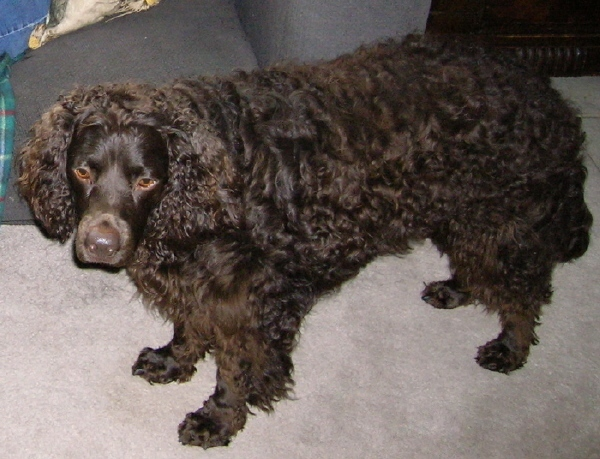
adulte chocolat poil ondulé.

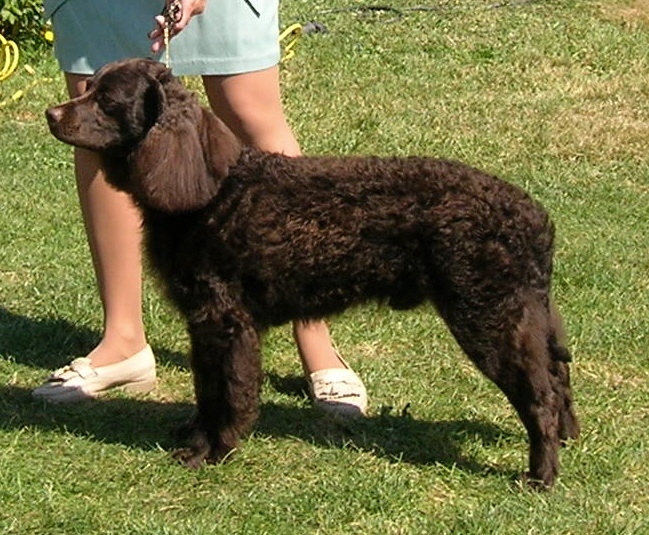
adulte marron poil bouclé.

Le standard de la race indique un chien de taille moyenne, solide, et bien équilibré.
La plus remarquable caractéristique du chien d'eau américain est son poil. Sur son corps, son poil peut être ondulé ou bien bouclé; sur son museau et ses membres antérieurs il est ras. Le standard anglais se sert du mot "'marcel'" pour décrire le poil ondulé de cette race. Il s'agit d'une référence aux coiffures des garçonnes du début du XXe siècle. Il a un sous-poil qui lui permet de supporter l'eau froide et l'hiver extrême du Wisconsin. Sa couleur varie du brun-rouge au marron au chocolat foncé et il est normal de rencontrer des exemplaires qui ont toutes ces variations. Un peu de blanc sur la poitrine et les pattes est toléré. Il n'est jamais tondu parce que son poil ne pousse pas en permanence. Le standard dénote une hauteur de 38 à 46 cm et un poids de 11,5 à 20,5 kg, mais il n'est pas rare de voir des mâles de 50 cm et 23 kg. Ceci n'est pas un défaut éliminatoire. Les yeux jaunes sont la seule caractéristique éliminatoire.

## Santé
Le chien d'eau américain est une race robuste. Son appétit est légendaire, donc il faut prendre garde qu'il ne s'engraisse pas.
La race n'a pas de grands problèmes génétiques. Même s'ils sont rares, l'incidence de quelques désordres est bien reconnue:
- dysplasie de la hanche
- épilepsie
- dysplasie follicullaire
- myxœdème
- syndrome de Cushing